# Sismo de Porto Vila em 2024
Às 12:47:26, horário de Vanuatu (01:47:26 UTC), em 17 de dezembro de 2024, um sismo de magnitude 7,3 atingiu Porto Vila, a capital de Vanuatu. Pelo menos 14 pessoas morreram e outras 200 ficaram feridas. Danos extensos ocorreram em Porto Vila e áreas vizinhas. O terremoto também gerou um tsunami de 25 cm.
O sismo atingiu cerca de 30 quilômetros (19 mi) ao largo da costa de Efate. O Serviço Geológico dos Estados Unidos (USGS) classificou o abalo como de magnitude 7,3, com uma profundidade de 57,1 quilômetros (35,5 mi). Estima-se que o tremor tenha durado cerca de 30 segundos e foi seguido por 14 tremores secundários, sendo o mais forte de magnitude 5,5.

## Impacto
Pelo menos 14 pessoas morreram, incluindo dois cidadãos chineses, enquanto outras 200 ficaram feridas. Seis mortes foram causadas por um deslizamento de terra e outras quatro foram mortas por um desabamento de edifício. Em Porto Vila, 10 edifícios desabaram, incluindo prédios de embaixadas e altos comissariados de nações como os Estados Unidos, Reino Unido, França e Nova Zelândia, que desabaram até o seu rés-do-chão. Os Estados Unidos e a Austrália disseram que o seu pessoal diplomático em Vanuatu estava em condições seguras. Outro prédio foi parcialmente destruído, enquanto deslizamentos de terra graves ocorreram, incluindo alguns que bloquearam estradas e enterraram um cais na cidade. Duas pontes também desabaram. Um deslizamento de terras “enorme” atingiu o terminal marítimo internacional de Porto Vila, enquanto a pista do Aeroporto Internacional de Bauerfield foi danificada, levando ao cancelamento de vários voos. Outro deslizamento de terra enterrou um ônibus, resultando em várias mortes. Dois reservatórios e um hospital também foram danificados.
Um tsunami de 25 cm (9.8 in) foi detectado após o tremor. Os sites das agências governamentais de Vanuatu ficaram offline, enquanto as linhas de comunicação da polícia e outras autoridades locais ficaram inoperantes. A Vanuatu Broadcasting and Television Corporation (Corporação de Radiodifusão e Televisão de Vanuatu) saiu do ar devido a danos no transmissor. Apesar das interrupções na conexão, as pessoas conseguiram acessar a internet via Starlink. O prédio da Sociedade da Cruz Vermelha de Vanuatu também foi danificado.
O Serviço Geológico dos Estados Unidos (USGS) estimou que o sismo pode causar perdas econômicas entre 1 e 10% do PIB de Vanuatu. O Gabinete das Nações Unidas para a Coordenação de Assuntos Humanitários estimou que 116.000 pessoas foram diretamente afetadas pelo sismo.

## Resposta
Um alerta de tsunami foi emitido pelo Centro de Alerta de Tsunamis do Pacífico cobrindo Vanuatu, Fiji, Ilhas Kermadec, Kiribati, Nova Caledônia, Papua Nova Guiné, Ilhas Salomão, Tuvalu e Wallis e Futuna, com ondas previstas para atingir 1 metro. Esse alerta foi revogado às 14:14 VUT. O Gabinete Nacional de Gestão de Catástrofes de Vanuatu disse aos residentes das áreas costeiras para fugirem para terrenos mais altos. Um centro de triagem de vítimas em massa foi criado fora da ala de emergência do Hospital Central de Port Vila.
As autoridades de Vanuatu estão atualmente a avaliar a extensão da destruição e priorizando os esforços de resgate. O primeiro-ministro Charlot Salwai declarou estado de emergência e toque de recolher por sete dias. e solicitou ajuda internacional. A Austrália enviou equipas de resgate e médicos para Vanuatu.